# NGC 2409
NGC 2409 è un piccolo ammasso aperto visibile nella costellazione della Poppa; è spesso indicato nei cataloghi con la sigla Bochum 4.

## Osservazione

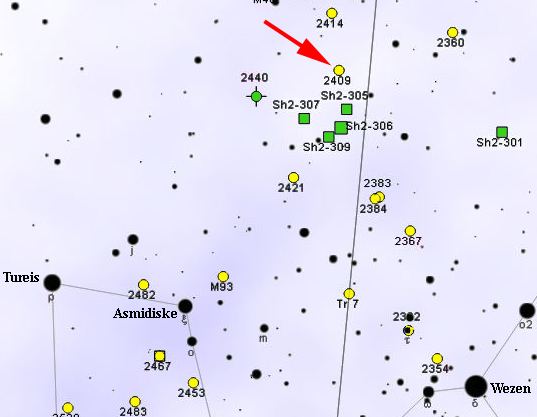
Mappa per individuare NGC 2409.

Si individua 2,5 gradi a sud-ovest di M47, in direzione di un campo stellare molto ricco; è formato da meno di una decina di stelle molto ravvicinate. Le componenti più luminose sono di magnitudine 9 e sono quindi al limite di un binocolo 10x50; tuttavia attraverso questo strumento appare più simile a una stellina sfuocata che a un gruppetto di stelle deboli. L'ammasso può essere risolto facilmente con un telescopio da 120mm e ingrandimenti elevati, dove si notano 6-8 stelline molto vicine fra loro. Nella parte settentrionale si trova una stella di colore rosso, che contrasta fortemente con l'azzurro delle altre componenti dell'ammasso.
La declinazione moderatamente australe di quest'ammasso favorisce gli osservatori dell'emisfero sud, sebbene si presenti circumpolare solo a partire da latitudini molto elevate; dall'emisfero boreale la sua osservazione risulta penalizzata soltanto dalle regioni situate a elevate latitudini settentrionali ed è osservabile da quasi tutte le aree popolate della Terra. Il periodo ideale per osservarlo nel cielo serale va da dicembre ad aprile.

## Storia delle osservazioni
NGC 2409 venne individuato per la prima volta da John Herschel nel 1836 attraverso il telescopio riflettore da 18,7 pollici appartenuto a suo padre William Herschel; egli lo inserì nel suo General Catalogue of Nebulae and Clusters col numero 1543.

## Caratteristiche
L'aspetto e le pochissime stelle componenti farebbero quasi pensare che si tratti di un asterismo, ossia di un gruppo di stelle vicine solo per un effetto prospettico, piuttosto che ad un gruppo di stelle fisicamente legato; Per Collinder non lo menziona, come pure Melotte. In realtà quest'oggetto è compreso nel catalogo degli ammassi aperti fisicamente reali ed è noto per esso un valore di distanza, pari a 2291 parsec (7470 anni luce); ciò lo colloca probabilmente sul Braccio di Perseo, nel suo tratto terminale. La sua età è stimata sui 10 milioni di anni ed è pertanto un oggetto molto giovane, data anche la presenza di diverse stelle azzurre.
Poco ad nordest dell'ammasso si trova una nebulosa diffusa molto debole, nota come Sh2-302, attraversata da una sottile banda scura; la sua parte più orientale è invece nota come vdB 97. La distanza di questo sistema nebuloso sarebbe pari a 1800 parsec, dunque probabilmente inferiore a quella dell'ammasso.